# Андреј Фајгељ
Андреј Фајгељ (Нови Сад, 12. мај 1978) српски је филолог, доктор француског језика и књижевности и доцент на Филолошко-уметничком факултету у Крагујевцу. Бивши је директор Културног центра Новог Сада и заменик председника странке Трећа Србија.

## Биографија
У Новом Саду је 2003. године дипломирао француски језик и књижевност на Филозофском факултету. Постдипломске студије завршио је две године касније на Универзитету Монпеље III у Француској. Докторску тезу Упоредна фразеологија и идеологија у епици: Хомер, француско витешко песништво, гусле одбранио је 2008. године са највишим похвалама. Добитник је више стипендија и награда за успех у студијама и аутор више научних радова и популарних чланака.
Један је од оснивача Центра за савремену едукацију у Новом Саду и Међународне иницијативе за праћење антисрбизма. Покренуо је више успешних пројеката: Радна етика у Србији, Европски дан комшија, производња српске ћириличке тастатуре, извињење шпанске националне телевизије српском народу поводом неистините репортаже о Јасеновцу. Био је председник Организационог одбора за пријаву Новог Сада за Европску престоницу културе 2020. године. Члан је Управног одбора Балканског удружења православне омладине.
Говори француски, енглески, грчки, италијански и шпански, влада латинским, старогрчким, руским и немачким, служи се албанским, хебрејским и другим језицима. Са супругом Јованом, професорком италијанског језика, има четворо деце и то два сина и две ћерке.

## Политика
Био је директор Културног центра Новог Сада до маја 2015. када је поднео оставку након писања медија да је страначку колегиницу из Треће Србије плаћао са 11.000 евра на годишњем нивоу. Неколико дана након што је поднео оставку на место директора Културног центра кренуо је да критикује Српску напредну странку са којом је Трећа Србија у коалицији у Новом Саду. Активно се бори против либералних политичких струја у Србији.
На пролеће 2016. године објављује књигу "После Вучића" у којој критикује режим владајуће странке СНС и целокупног политичког система у Србији.